# Ictonyx libycus
La zorilla della Libia  (Ictonyx libycus (Hemprich ed Ehrenberg, 1833)), è un carnivoro della famiglia dei Mustelidi.

## Tassonomia
Essendo diffusa su un areale piuttosto vasto, la zorilla della Libia ha dato vita a quattro sottospecie: oltre a quella nominale, la libycus, esistono anche la multivittata, la oralis e la rothschildi.

## Descrizione
Lunga 22-30 cm e pesante 0,5-0,7 kg, la zorilla della Libia ha corpo più breve della zorilla dalla nuca bianca (Poecilogale albinucha), ma è più robusta e pesante, con testa più massiccia e larga (cranio meno di 55 mm); la taglia sembra ancor più pesante a causa del pelo che è più lungo sul dorso e i fianchi; questo viene rizzato in situazioni di pericolo o eccitamento per spaventare l'avversario. Le parti inferiori, gli arti e il muso sono neri o marrone scuro. Le parti superiori, dalla nuca alla coda, sono bianche o color crema; dalla linea dorsale si dipartono alcune strisce nere o brune, mal definite, che scendono ai lati del collo e sui fianchi con direzione obliqua e si riuniscono, a volte, alla radice della coda. La coda è folta con un misto di peli bianchi e neri con prevalenza a volte dell'uno a volte dell'altro colore, ma più spesso chiara. Una banda bianca attraversa la fronte e raggiunge la gola; il mento è sempre bianco e le orecchie sono nere bordate di bianco. Ha 8 mammelle.

## Distribuzione e habitat
Vive in Nordafrica, da Marocco e Senegal a Egitto ed Eritrea. La sua esatta distribuzione, però, non è nota con certezza. In alcune regioni, come la Nigeria settentrionale e il Sudan centrale e orientale, il suo areale sembra che si sovrapponga a quello della zorilla comune o del Capo (I. striatus). Abita in zone desertiche e semi-desertiche sabbiose, sassose e rocciose; in Nordafrica si incontra anche ai margini delle zone coltivate.

## Biologia
Ha abitudini crepuscolari e notturne ed è esclusivamente terricola; di giorno resta nascosta in cavità tra le rocce, in tane scavate da altri animali o in semplici ripari scavati nel suolo sabbioso. Si difende con il secreto delle ghiandole anali; le abitudini riproduttive sono simili a quelle della puzzola europea (Mustela putorius). La gestazione dura intorno ai 50-70 giorni. I parti avvengono in marzo-aprile; i 2-3 piccoli, che nascono ciechi e ricoperti di pelo bianco, sono allevati solo dalla madre. La dieta è a base di piccoli mammiferi, uccelli, rettili, uova, ecc.